# Ribeira de João de Herodes
A Ribeira de João de Herodes é um curso de água português localizado no concelho do Nordeste, ilha de São Miguel, arquipélago dos Açores.
Este curso de água tem origem a cerca de 800 metros de altitude, nos contrafortes do Pico da Vara e Malhada.
A sua bacia hidrográfica que drena assim parte do Pico da Vara e da Malhada passa próximo das elevações da Lomba da Cruz e Fazendas desagua no Oceano Atlântico depois de atravesar parte da localidade do Nordestinho.